# El Potrillo
El Potrillo es una localidad argentina del Departamento Ramón Lista, en el extremo noroccidental de la provincia de Formosa.
La población original fue fundada a orillas de la laguna del Potrillo, y se trasladó en 1987 a su emplazamiento actual debido a la gran inundación que afectó a la región ese año.

## Población
Cuenta con 3,371 habitantes (Indec, 2010), lo que representa un incremento del 43% frente a los 2,350 habitantes (Indec, 2001) del censo anterior. En su gran mayoría, son wichís.
| Gráfica de evolución demográfica de El Potrillo entre 2001 y 2010 |
|                                                                   |
| Fuente: Censos nacionales del INDEC                               |